# Ruellia portellae
|  | Dieser Artikel wurde aufgrund von formalen oder inhaltlichen Mängeln in der Qualitätssicherung Biologie im Abschnitt „Pflanzen“ zur Verbesserung eingetragen. Dies geschieht, um die Qualität der Biologie-Artikel auf ein akzeptables Niveau zu bringen. Bitte hilf mit, diesen Artikel zu verbessern! Artikel, die nicht signifikant verbessert werden, können gegebenenfalls gelöscht werden. Lies dazu auch die näheren Informationen in den Mindestanforderungen an Biologie-Artikel. |

Ruellia portellae ist eine Pflanzenart aus der Gattung Ruellien (Ruellia) innerhalb der Familie der Akanthusgewächse (Acanthaceae).

## Beschreibung

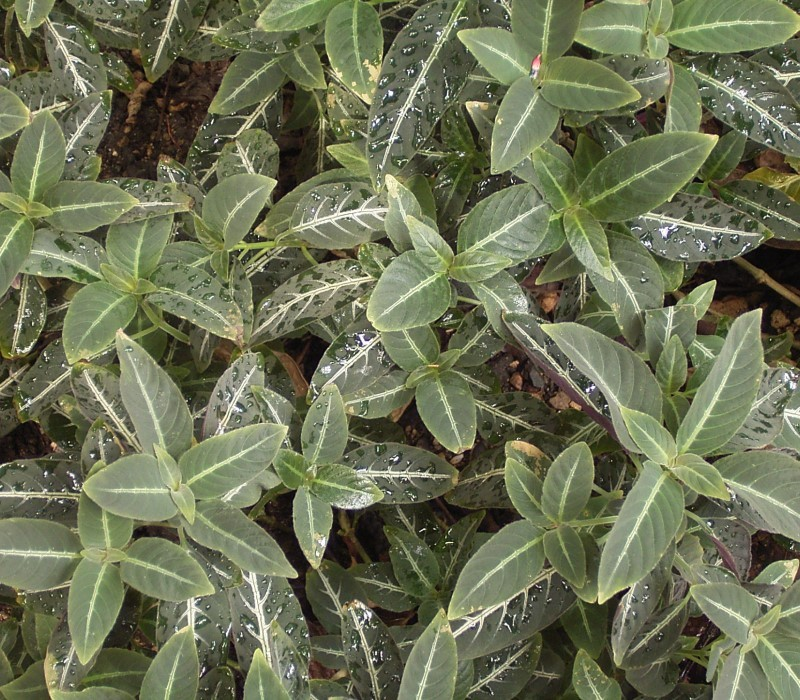
Habitus und Laubblätter

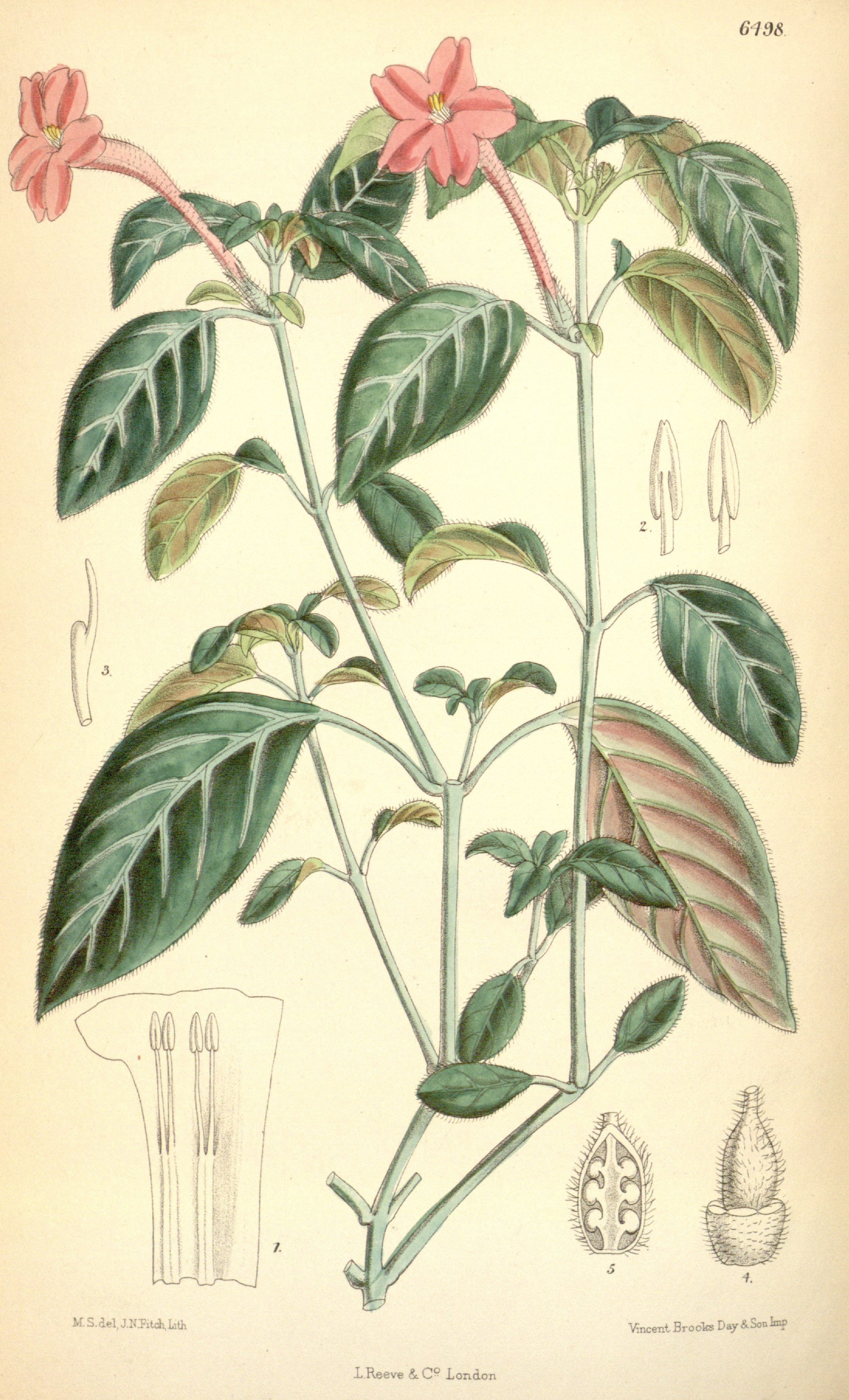
Illustration aus der Erstbeschreibung

### Vegetative Merkmale
Ruellia portellae ist eine vielfach verzweigte, aufrechte, ausdauernde krautige Pflanze und erreicht Wuchshöhen von etwa 30 Zentimetern. Die oberirdischen Pflanzenteile sind fein samtig behaart.
Die gegenständig am Stängel angeordneten Laubblätter sind in Blattstiel und Blattspreite gegliedert. Die einfache Blattspreite ist bei einer Länge von 5 bis 7,5 Zentimetern elliptisch-eiförmig mit spitzem oberen Ende. Die Blattoberseite sind dunkelgrün, entlang der Mittelrippe und der Blattadern verläuft ein helles Band. Die Blattunterseite ist rot-violett.

### Generative Merkmale
Die sitzenden Blüten sind einzeln in den Blattachseln angeordnet. Die zwittrigen Blüten sind zygomorph mit doppelter Blütenhülle.

## Vorkommen
Das natürliche Verbreitungsgebiet von Ruellia portellae ist Brasilien.

## Taxonomie
Die Erstbeschreibung erfolgte im Jahr 1880 durch Joseph Dalton Hooker.